# Палестрина (субурбикарная епархия)
Палестрина (лат. Sedes suburbicaria Praenestina, итал. Sede suburbicaria di Palestrina) — субурбикарная епархия Римской епархии.

## Список епископов

### Епископы Палестрины
- Секондус † (упомянут в 313);
- Джокондо † (IV/V век);
- Дженнаро † (упомянут в 465);
- Ромулус † (до 487 — после 502);
- Мауро † (до 552/558 — после 558);
- Прокулус † (упомянут в 595);
- Маджорано † (упомянут в 649);
- Стефан † (упомянут в 680);
- Сергий † (упомянут в 721);
- Венанцио † (до 732 — после 745);
- Григорий † (до 761 — после июля 767);
- Андрей † (упомянут в 773);
- Константин † (упомянут в 826);
- Лев † (упоминается в 914/928);
- Теофилакт † (упомянут в 963);
- Стефан † (упомянут в 988);
- Пётр I † (до 996 — после 1015);
- Петр II [10] † (до 1026 — после 1027);
- Иоанн I † (до 1036 — 13 декабря 1040, до смерти);
- Иоанн II † (до 1044 — после 1048);
- Уберто Поджи † (упомянут 14 марта 1058);
- Раниеро † (упомянут 2 октября 1058);
- Бернардо † (до мая 1061 — 5 декабря 1065, до смерти);
- Леопертус † (до мая 1067 — после июня 1068);
- Умберто Бельмонте † (до августа 1073 — после мая 1081);
- Аттоне (или Атто, или Аццоне) † (упоминается примерно в 1081);
- Берардо † (упомянут в 1092);
  - Гуго Простодушный, O.S.B.Clun. † (1089/1093 — около 1099 — псевдокардинал антипапы Климента III, до смерти);
- Милон † (до 29 июля 1099 — 1104 или 1105, до смерти);
- Коррадо † (упомянут 22 октября 1106);
- Куно фон Урах, C.R.S.A. † (до августа 1109 — 9 августа 1122, до смерти);
- Гийом Французский † (декабрь 1122 — после июля 1137);
- Этьен де Шалон, O.Cist. † (декабрь 1139 — 17 мая 1144, до смерти);
- Гуарино Фоскари, C.R.S.A. † (декабрь 1144 — 6 февраля 1158, до смерти);
- Джулио † (около декабря 1158 — сентябрь или октябрь 1164, до смерти);
- Оттон † (1164 — 23 декабря 1172, до смерти);
- Манфред, O.S.B. † (до марта 1177 — 17 января около 1178, до смерти);
- Бернард † (до мая 1179 — после 1180);
- Паоло Сколари † (до января 1181 — 19 декабря 1187 — избран Папой с именем Климент III);
- Жерар Менар, O.Cist. † (12 марта — 19 мая 1188, до смерти);
- Джованни Конти † (18 сентября 1190 — после 1196, до смерти);
- Ги Паре, O.Cist. † (1200 — 30 июля 1206, до смерти);
- Гвидо де Папа † (9 января 1207 — 22 августа 1221, до смерти);
- Гвидо Пьерлеони † (18 декабря 1221 — 25 апреля 1228, до смерти);
- Джакомо де Пекорара, O.Cist. † (сентябрь 1231 — 25 июня 1244, до смерти);
  - Пьер де Бар † (1249 — 1250 — апостольский администратор, в отставке);
- Иштван Банса † (декабрь 1251 — 9 июля 1269, до смерти);
  - вакантно (1269 — 1273);
- Вичедомино Де Вичедоминус † (3 июня 1273 — 6 сентября 1276, до смерти);
- Эрар де Лессин † (12 марта — 18 июля 1278, до смерти);
  - вакантно (1278 — 1281);
- Джироламо Маши, O.F.M. † (12 апреля 1281 — 22 февраля 1288 — избран Папой с именем Николай IV);
- Берардо Берарди † (15 мая 1288 — 5 августа 1291, до смерти);
- Симон де Больё † (18 сентября 1294 — 18 августа 1297, до смерти);
- Теодорико Раньери † (13 июня 1299 — 7 декабря 1306, до смерти);
- Пьер де Ла Шапель-Тайфер † (декабрь 1306 — 16 мая 1312, до смерти);
- Гийом де Мандагу, C.R.S.A. † (24 декабря 1312 — 3 ноября 1321, до смерти);
- Пьер де Прес † (25 мая 1323 — 30 сентября 1361, до смерти);
- Раймон де Канильяк, C.R.S.A. † (4 ноября 1361 — 20 июня 1373, до смерти);
- Саймон Лэнгхем, O.S.B. † (август 1373 — 22 июля 1376, до смерти);
- Жан де Крос (24 сентября 1376 — 21 ноября 1383 — псевдокардинал с 1379, до смерти);
  - Ги де Малезек † (21 ноября 1383 — 8 марта 1411 — псевдокардинал, до смерти);
- Франческо Морикотти Приньяни † (июль 1380 — 6 февраля 1394 или 1395, до смерти);
  - Анджело Афлитти[1] † (26 февраля 1395 — 14 декабря 1401 — апостольский администратор, в отставке);
  - Оддоне Колонна † (15 декабря 1401 — 1405 подал в отставку, затем избран Папой с именем Мартин V), (апостольский администратор);
- Антонио Каэтани (12 июня 1405 — 2 июля 1409 — назначен кардиналом-епископом Порто и Санта-Руфины);
- Анджело д’Анна де Соммарива, O.S.B.Cam. † (23 сентября 1412 — 21 июля 1428, до смерти);
  - вакантно (21 июля 1428 — 20 апреля 1431);
- Гуго де Лузиньян † (20 апреля 1431 — 27 июня 1436 — назначен кардиналом-епископом Фраскати);
  - вакантно (27 июня 1436 — 7 марта 1444);
- Джованни Берарди † (7 марта 1444 — 21 января 1449, до смерти);
- Джорджо Фиески † (5 марта 1449 — 28 апреля 1455 — назначен кардиналом-епископом Остии и Веллетри);
  - вакантно (28 апреля 1455 — 8 апреля 1460);
- Хуан де Торквемада, O.P. † (8 апреля 1460 — 5 мая 1463 — назначен кардиналом-епископом Сабины);
- Ален де Куэтиви (7 июня 1465 — 11 декабря 1472 — назначен кардиналом-епископом Сабины);
- Анджело Капраника † (11 декабря 1472 — 3 июля 1478, до смерти);
- Марко Барбо † (6 ноября 1478 — 11 марта 1491, до смерти);
- Жан Балю † (14 марта — 5 октября 1491, до смерти);
- Джованни Мишель † (10 октября 1491 — 31 августа 1492 — назначен кардиналом-епископом Порто и Санта-Руфины);
- Джироламо Бассо делла Ровере † (31 августа 1492 — 29 ноября 1503 — назначен кардиналом-епископом Сабины);
- Лоренцо Чибо де Мари 29 ноября 1503 — 21 декабря 1503, до смерти);
- Антонио Джентиле Паллавичини (22 декабря 1503 — 10 сентября 1507, до смерти);
- Джованни Антонио Санджорджо † (17 сентября 1507 — 22 сентября 1508 — назначен кардиналом-епископом Сабины);
- Бернардино Лопес де Карвахаль † (22 сентября 1508 — 28 марта 1509 — назначен кардиналом-епископом Сабины);
- Гийом Брисонне † (3 июня 1509 — 24 октября 1511, низложен);
- Марко Виджерио делла Ровере, O.F.M.Conv. † (29 октября 1511 — 18 июля 1516, до смерти);
- Франческо Содерини † (18 июля 1516 — 9 декабря 1523 — назначен кардиналом-епископом Порто и Санта-Руфины);
- Алессандро Фарнезе старший † (9 декабря — 18 декабря 1523 — назначен кардиналом-епископом Сабины, затем избран Папой с именем Павел III);
- Антонио Мария Чокки дель Монте † (18 декабря 1523 — 20 мая 1524 — назначен кардиналом-епископом Сабины);
- Пьетро Аккольти † (20 мая — 15 июня 1524 — назначен кардиналом-епископом Сабины);
- Марко Корнаро † (15 июня — 24 июля 1524, до смерти);
- Лоренцо Пуччи † (24 июля 1524 — 16 сентября 1531, до смерти);
- Джованни Пикколомини † (22 сентября 1531 — 26 сентября 1533 — назначен кардиналом-епископом Порто и Санта-Руфины);
- Андреа Делла Валле † (12 декабря 1533 — 3 августа 1534, до смерти);
- Бонифачо Ферреро † (5 сентября 1534 — 26 февраля 1535 — назначен кардиналом-епископом Сабины);
- Лоренцо Кампеджо † (26 февраля 1535 — 28 ноября 1537 — назначен кардиналом-епископом Сабины);
- Антонио Сансеверино, O.S.Io.Hieros † (28 ноября 1537 — 4 августа 1539 — назначен кардиналом-епископом Сабины);
- Джанвинченцо Карафа † (4 августа 1539 —  28 августа 1541, до смерти);
- Алессандро Чезарини старший † (14 ноября 1541 — 13 февраля 1542, до смерти);
- Франческо Корнаро старший † (15 февраля 1542 — 26 сентября 1543, до смерти);
- Джованни Мария Чокки дель Монте † (5 октября 1543 — 7 февраля 1550 — избран Папой под именем Юлий III);
- Луи II де Бурбон де Вандом † (24 февраля 1550 — 3 марта 1557, до смерти);
- Федерико Чези † (20 сентября 1557 — 28 мая 1562 — назначен кардиналом-епископом Фраскати);
- Джованни Джироламо Мороне † (18 мая 1562 — 12 мая 1564 — назначен кардиналом-епископом Фраскати);
- Кристофоро Мадруццо † (12 мая 1564 — 3 июля 1570 — назначен кардиналом-епископом Порто и Санта-Руфины);
- Отто Трухсесс фон Вальдбург † (3 июля 1570 — 2 апреля 1573, до смерти);
- Джулио делла Ровере † (8 апреля 1573 — 3 сентября 1578, до смерти);
- Джованни Антонио Сербеллони † (5 октября 1578 — 4 марта 1583 — назначен кардиналом-епископом Фраскати);
- Джанфранческо Гамбара † (4 марта 1583 — 5 мая 1587, до смерти);
- Маркантонио Колонна старший † (11 мая 1587 — 13 марта 1597, до смерти);
- Джулио Антонио Санторио † (18 августа 1597 — 9 мая 1602, до смерти);
- Алессандро Оттавиано Медичи † (17 июня 1602 — 1 апреля 1605 — избран Папой с именем Лев XI);
- Агостино Вальер † (1 июня 1605 — 23 мая 1606, до смерти);
- Асканио Колонна † (5 июня 1606 — 17 мая 1608, до смерти);
- Антонио Мария Галли † (28 мая 1608 — 17 августа 1611 — назначен кардиналом-епископом Порто и Санта-Руфины);
- Грегорио Петроккини, O.E.S.A. † (17 августа 1611 — 19 мая 1612, до смерти);
- Бенедетто Джустиниани † (4 июня 1612 — 16 сентября 1615 — назначен кардиналом-епископом Сабины);
- Франческо Мария Борбоне дель Монте Санта Мария † (16 сентября 1615 — 29 марта 1621 — назначен кардиналом-епископом Порто и Санта-Руфины);
- Оттавио Бандини † (27 марта 1621 — 16 сентября 1624 — назначен кардиналом-епископом Порто и Санта-Руфины);
- Андреа Барони Перетти Монтальто † (16 сентября 1624 — 2 марта 1626 — назначен кардиналом-епископом Альбано);
- Доменико Джиннази † (2 марта 1626 — 20 августа 1629 — назначен кардиналом-епископом Порто и Санта-Руфины);
- Марчелло Ланте † (20 августа  — 8 октября 1629 — назначен кардиналом-епископом Фраскати);
- Пьер Паоло Крешенци † (8 октября 1629 — 1 июля 1641 — назначен кардиналом-епископом Порто и Санта-Руфины);
- Гвидо Бентивольо † (1 июля 1641 — 7 сентября 1644, до смерти);
- Альфонсо де ла Куэва-Бенавидес-и-Мендоса-Каррильо † (17 сентября 1644 — 10 августа 1655, до смерти);
- Бернардино Спада † (11 октября 1655 — 10 ноября 1661, до смерти);
- Антонио Барберини младший, OS .Io.Hier. † (21 ноября 1661 — 3 августа 1671, до смерти);
- Ринальдо д’Эсте † (24 августа 1671 — 30 сентября 1672, до смерти);
- Чезаре Факкинетти † (14 ноября 1672 — 6 февраля 1679 — назначен кардиналом-епископом Порто и Санта-Руфины);
- Альдерано Чибо † (6 февраля 1679 — 8 января 1680 — назначен кардиналом-епископом Фраскати);
- Лоренцо Раджи † (8 января 1680 — 14 января 1687, до смерти);
- Антонио Бики † (3 марта 1687 — 21 февраля 1691, до смерти);
- Палуццо Палуцци Альтьери дельи Альбертони † (8 августа 1691 — 27 января 1698 — назначен кардиналом-епископом Порто и Санта-Руфины);
- Луис Мануэль Фернандес де Портокарреро † (27 января 1698 — 14 сентября, 1709, до смерти);
- Фабрицио Спада † (19 февраля 1710 — 15 июня 1717, до смерти);
- Франческо дель Джудиче † (12 июля 1717 — 3 марта 1721 — назначен кардиналом-епископом Фраскати);
- Франческо Барберини младший † (3 марта 1721 — 1 июля 1726 — назначен кардиналом-епископом Остии и Веллетри);
- Томмазо Руффо † (1 июля 1726 — 3 сентября 1738 — назначен кардиналом-епископом Порто и Санта-Руфины);
- Джорджо Спинола † (3 сентября 1738 — 17 января 1739, до смерти);
- Джованни Баттиста Альтьери младший † (26 января 1739 — 12 марта 1740, до смерти);
- Винченцо Петра † (16 сентября 1740 — 21 марта 1747, до смерти);
- Антонио Саверио Джентили † (10 марта 1747 — 13 марта 1753, до смерти);
- Джузеппе Спинелли † (9 апреля 1753 — 13 июля 1759 — назначен кардиналом-епископом Порто и Санта-Руфины);
- Федерико Марчелло Ланте Монтефельтро делла Ровере † (13 июля 1759 — 18 июля 1763 — назначен кардиналом-епископом Порто и Санта-Руфины);
- Джованни Франческо Стоппани † (10 июля 1763 — 18 ноября 1774, до смерти);
- Джироламо Спинола † (3 апреля 1775 — 22 июля 1784, до смерти);
- Маркантонио Колонна младший † (20 сентября 1784 — 4 декабря 1793, до смерти);
- Леонардо Антонелли † (21 февраля 1794 — 2 апреля 1800 — назначен кардиналом-епископом Порто и Санта-Руфины);
- Алессандро Маттеи † (2 апреля 1800 — 27 марта 1809 — назначен кардиналом-епископом Порто и Санта-Руфины);
- Аурелио Роверелла † (27 марта 1809 — 6 сентября 1812, до смерти);
- Диего Иннико Караччоло † (26 сентября 1814 — 24 января 1820, до смерти);
- Джузеппе Мария Спина † (21 февраля 1820 — 13 ноября 1828, до смерти);
- Франческо Бертаццоли † (15 декабря 1828 — 7 апреля 1830, до смерти);
- Карло Педичини † (5 июля 1830 — 14 декабря 1840 — назначен кардиналом-епископом Порто, Санта Руфины и Чивитавеккьи);
- Винченцо Макки † (14 декабря 1840 — 22 января 1844 — назначен кардиналом-епископом Порто, Санта Руфины и Чивитавеккьи);
- Каструччо Кастракане дельи Антельминелли † (22 января 1844 — 22 февраля 1852, до смерти);
- Луиджи Амат ди Сан Филиппо и Сорсо † (15 марта 1852 — 8 октября 1870 — назначен кардиналом-епископом Порто и Санта Руфины);
- Карло Саккони † (8 октября 1870 — 15 июля 1878 — назначен кардиналом-епископом Порто и Санта Руфины);
- Антонио Саверио Де Лука † (15 июля 1878 — 28 декабря 1883, до смерти);
- Луиджи Орелья ди Санто Стефано † (24 марта 1884 — 24 мая 1889 — назначен кардиналом-епископом Порто и Санта Руфины);
- Анджело Бьянки † (24 мая 1889 — 22 января 1897, до смерти);
- Камилло Маццелла, S.J. † (19 апреля 1897 — 26 марта 1900, до смерти);
- Винченцо Ваннутелли † (19 апреля 1900 — 9 июля 1930, до смерти);
  - вакантно (9 июля 1930 — 13 марта 1933);
- Луиджи Синчеро † (13 марта 1933 — 7 февраля 1936, до смерти);
- Анджело Дольчи † (15 июня 1936 — 13 сентября 1939, до смерти);
- Карло Салотти † (11 декабря 1939 — 24 октября 1947, до смерти);
- Бенедетто Алоизи Мазелла † (21 июня 1948 — 17 ноября 1966 — стал титулярным епископом).

### Кардиналы-епископысубурбикарной епархии Палестрины
- Бенедетто Алоизи Мазелла † (17 ноября 1966 — 30 сентября 1970, до смерти);
- Карло Конфалоньери † (15 марта 1972 — 1 августа 1986, до смерти);
- Бернарден Гантен † (29 сентября 1986 — 13 мая 2008, до смерти);
- Жозе Сарайва Мартинш, C.M.F., (24 февраля 2009 — по настоящее время).

### Епископы Палестрины
- Пьетро Севери † (29 ноября 1966 — 7 октября 1975, в отставке);
- Ренато Спалланцани † (7 октября 1975 — 2 апреля 1986, в отставке);
- Пьетро Гарлато † (2 апреля 1986 — 30 декабря 1991 — назначен епископом Тиволи);
- Витторио Томассетти † (1992 — 5 апреля 1997 — назначен коадъютором епархии Фано-Фоссомброне-Кальи-Пергола);
- Эдуардо Давино † (10 ноября 1997 — 24 марта 2005, в отставке);
- Доменико Сигалини (24 марта 2005 — 31 июля 2017, в отставке);
  - Мауро Пармеджани  (апостольский администратор) (31 июля 2017 — по настоящее время).